# Liptovské Sliače
Liptovské Sliače (hongrois : Háromszlécs) est un village de Slovaquie situé dans la région de Žilina.

## Histoire
La première mention écrite du village date de 1263.

## Démographie

### Évolution de la population
| Année:               | 1994. | 2004.   | 2014.   | 2024.   |
| -------------------- | ----- | ------- | ------- | ------- |
| Nombre de personnes: | 3808  | 3811    | 3773    | 3804    |
| Différence:          |       | +0,07 % | -0,99 % | +0,82 % |

| Année:               | 2023. | 2024.   |
| -------------------- | ----- | ------- |
| Nombre de personnes: | 3798  | 3804    |
| Différence:          |       | +0,15 % |